# Сан-Педро-де-ла-Куэва (муниципалитет)
Сан-Педро-де-ла-Куэва (исп. San Pedro de la Cueva) — муниципалитет в Мексике, штат Сонора, с административным центром в одноимённом посёлке. Численность населения, по данным переписи 2020 года, составила 1043 человека.

## Общие сведения
Название San Pedro de la Cueva с испанского языка можно перевести как — пещера святого Педро.
Площадь муниципалитета равна 2229,5 км², что составляет 1,2 % от площади штата, а наиболее высоко расположенное поселение Эль-Пуэрто, находится на высоте 1124 метра.
Он граничит с другими муниципалитетами Соноры: на севере с Моктесумой, на северо-востоке с Тепаче, на востоке с Сауарипой, на юге с Баканорой и Сойопой, на западе с Вилья-Пескейрой, и на северо-западе с Бавьякорой.

## Учреждение и состав
Муниципалитет был образован 12 апреля 1932 года, по данным 2020 года в его состав входит 34 населённых пункта, самые крупные из которых:
| Код INEGI                  | Населённый пункт                                                                                             | Численность населения (2005 год) | Численность населения (2010 год) | Численность населения (2020 год) |
| -------------------------- | --- | -------------------------------- | -------------------------------- | -------------------------------- |
| 057                        | Всего | 1429                             | 1604                             | 1458                             |
| 0001                       | Сан-Педро-де-ла-Куэва (исп. San Pedro de la Cueva) 29°17′11″ с. ш. 109°44′10″ з. д. (административный центр) | 955                              | 1056                             | 958                              |
| 0009                       | Сан-Хосе-де-Батук (исп. San José de Batuc (Batuquito)) 29°12′48″ с. ш. 109°45′14″ з. д.                      | 261                              | 283                              | 240                              |
| 0007                       | Нуэво-Тепупа (исп. Nuevo Tepupa) 29°10′37″ с. ш. 109°45′14″ з. д.                                            | 74                               | 76                               | 92                               |
| 0003                       | Уэпари (исп. Huépari) 29°23′49″ с. ш. 109°49′21″ з. д.                                                       | 32                               | 38                               | 40                               |
| —                          | Прочие | 104                              | 72                               | 69                               |
| Названия на карте Генштаба | |                                  |                                  |                                  |

## Экономическая деятельность
По статистическим данным 2000 года, работоспособное население занято по секторам экономики в следующих пропорциях:
- сельское хозяйство, скотоводство и рыбная ловля — 47,1 %;
- промышленность и строительство — 26,1 %;
- торговля, сферы услуг и туризма — 25,2 %;
- безработные — 1,6 %.

## Инфраструктура
По статистическим данным 2020 года, инфраструктура развита следующим образом:
- электрификация: 98 %;
- водоснабжение: 93,1 %;
- водоотведение: 92,2 %.